# Cyril van Bulgarije

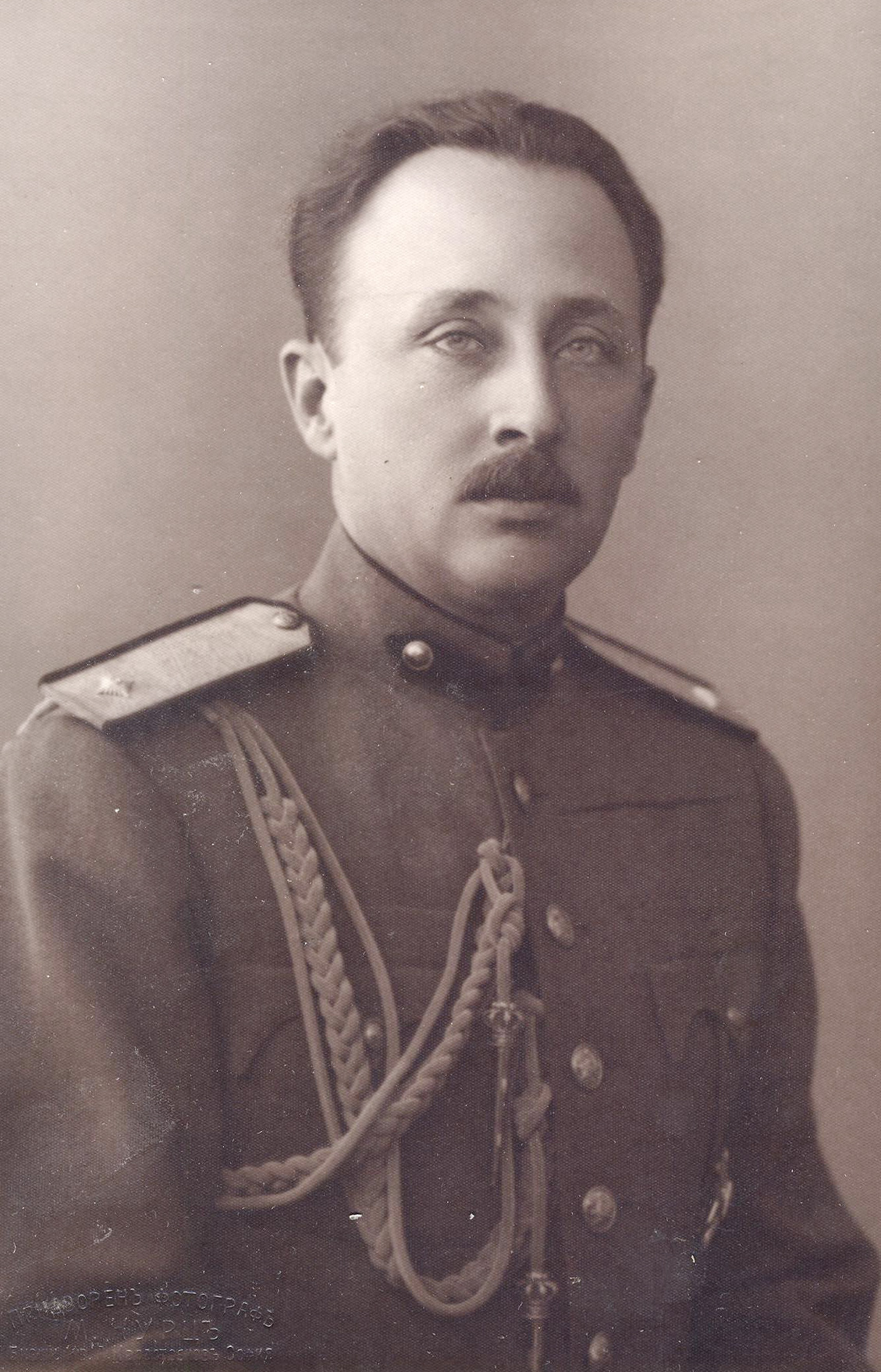
Cyril van Bulgarije

Cyril Hendrik Frans Lodewijk Anton Karel Filips (Bulgaars: Кирил Преславски) (Sofia, 17 november 1895 – aldaar, 1 februari 1945), Prins van Bulgarije, Prins van Preslav, was de tweede zoon van koning (tsaar) Ferdinand I van Bulgarije en de jongere broer van koning Boris III.
Na de mysterieuze dood van tsaar Boris III, op 28 augustus 1943, werd er een regentschapsraad voor de jonge koning Simeon ingesteld, bestaande uit prins Cyril, premier Bogdan Filov en minister van oorlog generaal Nikola Michov.
De regenten werden 1944 door de nieuwe regering van het Vaderlands Front afgezet en op 1 februari 1945 geëxecuteerd.